# Hin håle
Hin håle, hin onde, även nedkortat till hin (uttal /hinn/), är ett noaord för Satan.

## Pronomenhin
Ordet hin är ursprungligen ett demonstrativt pronomen med betydelsen ”den, den där; denne, den andre” men förekommer numera i sin ursprungliga betydelse endast i ålderdomliga sammansättningar som till exempel ”hinsides” eller arkaistiskt.
I isländskan används detta pronomen flitigt. Exempel: hin megin við borðið, '(på) den andra sidan bordet'. Förekommer hin fristående underförstås numera tillägget håle, det vill säga "den där hårde" eller onde, alltså Djävulen. På Åland används formen holi.